# CP14
CP14 es un caserío peruano ubicado en el distrito de Las Lomas, perteneciente a la provincia y departamento de Piura, al norte del Perú. 

## Ubicación
CP14 se ubica al norte de la provincia de Piura, en el distrito de Las Lomas, en el departamento de Piura.

## Demografía
En 2017 CP14 tenía una población de 502 habitantes.
| Gráfica de evolución demográfica de CP14 entre 1993 y 2017 |
|                                                            |
| Fuentes: Población 1993 y 2017                             |